# Голопьоров Владислав Юрійович
Владислав Юрійович Голопьоров (нар. 10 жовтня 1983, Новолуганське, Артемівський район, Донецька область, УРСР) — український футболіст, півзахисник.

## Життєпис
Голопьоров народився 9 серпня 1979 року в селищі Новолуганське Донецької області. Його мати Тетяна Володимирівна — лаборант, отець Юрій Миколайович — пенсіонер-чорнобилець, також у Владислава є молодший брат Юрій.
Почав грати у футбол у рідному селищі. Перший тренер — Андрій Миколайович Гайовий. У березні 1998 року Гайовий організував перегляд Владислава в донецькому училище олімпійського резерву, коли йому ще не виповнилося й п'ятнадцяти років. Згодом він забрав документи зі школи й вступив до УОР, де навчався наступні півтора року.
Потім Голопьоров продовжив займатися футболом в академії донецького «Шахтаря», куди його запросив Валерій Анатолійович Гошкодеря. Виступаючи за УОР та за «Шахтар» Владислав по одному разу вигравав срібні медалі юнацького чемпіонату України.
Влітку 2000 року потрапив у «Шахтар-3». У команді у Другій лізі України дебютував 12 серпня 2000 року в виїзному матчі проти харківського «Арсеналу» (3:0). У «Шахтарі-3» часто грав у нападі. Згодом виступав за «Шахтар-2» у Першій лізі, виводив команду на футбольне поле з капітанською пов'язкою. У січні 2006 року брав участь у турнірі Кубка чемпіонів Співдружності, тоді «Шахтар» дійшов до чвертьфіналу де поступився вірменському «Пюніку» (1:3). 9 грудня 2006 дебютував в основі донецького «Шахтаря» в домашньому матчі Кубка України проти «Севастополя» (6:1), Голопьоров вийшов на 66 хвилині замість Олексія Гая. У січні 2007 року разом з «Шахтарем-2» брав участь у Кубку чемпіонів Співдружності, в матчі проти «Бананца» (2:2), Владислав відзначився голом. Згодом побував на перегляді в запорізькому «Металурзі».
У лютому 2007 року перейшов у піврічну оренду в луганську «Зорю», яку тренував Олександр Косевич. 1 березня 2007 року дебютував у Вищій лізі України в домашньому матчі проти львівських «Карпат» (1:0). Спочатку Владислав виходив у стартовому складі, але незабаром втратив місце в основі, програвши конкуренцію іншим атакувальним півзахисникам — Дмитру Воробью, Євгену Луценку й Таофіку Салхі. Всього за другу частину сезону 2006/07 років зіграв у 11 матчах. У червні 2007 року залишив «Зорю» й повернувся в Донецьк. Після цього міг перейти в маріупольський «Іллічівець» або ж ужгородське «Закарпаття». Влітку 2007 року побував на перегляді в російському «Ростові», але команді не підійшов.
У лютому 2008 року знову відправився в оренду до «Зорі». Цього разу за півроку зіграв всього в 1 матчі чемпіонату України. Наприкінці сезону Голопёров був викритий у застосуванні допінгу, він зізнався у вживанні марихуани й отримав 2 місяці дискваліфікації. Потім підтримував форму граючи за команду «Словхліб» у чемпіонаті Донецької області й аматорському чемпіонаті України. Другу половину сезону 2009/10 років провів у кіровоградській «Зірці». У команді у Першій лізі зіграв 16 матчів, в яких забив 6 м'ячів.
У липні 2010 року уклав півторарічний контракт з «Кримтеплицею» з Молодіжного.